# Punta Mona
La punta Mona es un accidente costero que se ubica en el extremo oriente del mar Caribe costarricense, exactamente en el cantón de Talamanca, en la provincia de Limón .
Este punto geográfico revistió mucha importancia ya que marcó antiguamente el comienzo de la frontera terrestre entre Colombia y Costa Rica en el Mar Caribe, tras el fallo Loubet de 1900. Tras la separación de Panamá de Colombia en noviembre de 1903, Panamá heredó dicha frontera, aunque tras los reclamos de Costa Rica y la posterior Guerra de Coto en 1921, la frontera se corrió unos 10 km al sureste, en la desembocadura del río Sixaola, ratificado tras el Tratado Arias-Calderón Guardia de 1941.